# 拉日尼夫
50°3′44″N 24°56′44″E / 50.06222°N 24.94556°E
拉日尼夫（烏克蘭語：Ражнів），是烏克蘭西部的村莊，隸屬利維夫州的佐洛奇夫區。該村始建於1594年，面積1.04平方公里，海拔高度218米，2001年人口350，人口密度每平方公里335.57人。